# Marco Zambelli
Marco Zambelli (Gavardo, 22 de agosto de 1985) é um futebolista profissional italiano que atua como defensor.

## Carreira
Marco Zambelli começou a carreira no Brescia.